# Antoniwka-Eisenbahnbrücke
Die Antoniwka-Eisenbahnbrücke (ukrainisch Антонівський залізничний міст Antoniwskyj salisnytschnyj mist, russisch Антоновский железнодорожный мост Antonowski schelesnodoroschny most) war eine eingleisige Eisenbahnbrücke über den Dnepr in der Oblast Cherson im Süden der Ukraine. Sie verband das rechte Dneprufer mit dem linksufrigen Süden der Ukraine. Über die Brücke führte die Bahnstrecke Cherson–Kertsch. Die Brücke wurde beim Rückzug der russischen Truppen im November 2022 zerstört.

## Geografische Lage
Die Brücke befindet sich am Flusskilometer 43,5 kurz hinter der Mündung des Inhulez in den Dnepr und sechs Kilometer östlich der zu Cherson zählenden Siedlung städtischen Typs Antoniwka, nach der sie benannt wurde.

## Geschichte
Der Bau der Eisenbahnbrücke wurde 1939 begonnen, jedoch mit Beginn des Deutsch-Sowjetischen Krieges wurde er, nachdem die ersten Pfeiler installiert waren, unterbrochen. Die Deutschen bauten etwas flussabwärts eine Eisenbahnbrücke, die im Krieg wieder zerstört wurde. 
Ein mit der Überwindung von Wasserbarrieren vertrautes Eisenbahnregiment wurde 1949 mit dem Bau der nahezu einen Kilometer langen strategisch wichtigen Brücke beauftragt. Am 12. Dezember 1954 wurde die Eisenbahnbrücke in Betrieb genommen.
Im Zuge des russischen Überfalls auf die Ukraine 2022 wurde die Brücke als Weg der russischen Truppen Richtung Westen strategisch wichtig. Nachdem die Brücke bereits in den ersten Kriegstagen in russische Hände gefallen war, wurde sie ab dem Sommer 2022 durch ukrainische Luftangriffe unpassierbar gemacht. Beim Rückzug der russischen Truppen aus der Region westlich des Dnepr wurde die Brücke im November 2022 komplett zerstört.